# 慕利延
慕利延（ぼりえん、生年不詳 - 452年）は、吐谷渾の首長。慕延、あるいは末利延とも書かれる。南北両朝と通交し、南朝宋からは河南王、北魏からは西平王の冊封を受けたが、治世の後半には北魏の侵攻を招いて西域に逃亡した。

## 生涯
烏紇提と念氏のあいだの子として生まれた。432年、南朝宋から平東将軍の号を受けた。436年、兄の慕璝が死去すると、慕利延が後を嗣いだ。437年、北魏により鎮西大将軍・儀同三司とされ、西平王に改封された。438年、南朝宋により使持節・散騎常侍・都督西秦河沙三州諸軍事・鎮西大将軍・護羌校尉・西秦河二州刺史に任じられ、隴西王に封じられた。439年、河南王に改封された。444年、従兄で同母異父兄の阿豺の子の緯代を殺害し、緯代の弟の叱力延ら8人が北魏に亡命した。北魏の晋王拓跋伏羅が高平郡や涼州の諸軍を率いて慕利延を攻撃した。慕利延は敗れて、西方の白蘭に逃亡した。慕利延の従弟の伏念や長史の鵴鳩梨や部下の大崇娥らが北魏に降った。445年、北魏の高涼王拓跋那らが陰平白蘭で慕利延を攻撃した。慕利延は西方の砂漠地帯に逃亡したが、拓跋那はさらに追撃してきた。慕璝の子の被嚢や樹洛干の子の什帰や乞伏熾磐の子の乞伏成龍らは北魏の中山公杜豊に捕らえられた。慕利延は于闐国に攻め入ってその王を殺害した。さらには罽賓国に南征した。446年、故地にもどった。450年、南朝宋に遣使して、もし北魏の侵攻を受けて自立できなくなったときには越巂郡に入りたいと要望した。文帝の許可を得たが、北魏の再侵攻はなかった。452年、慕利延は死去し、樹洛干の子の拾寅が後を嗣いだ。

## 子女
- 繁暱（庶長子、南朝宋により撫軍将軍の号を受けた）
- 瑍（嫡子、南朝宋により左将軍・河南王世子とされた）

## 参考資料
- 『宋書』鮮卑吐谷渾伝
- 『魏書』吐谷渾伝
- 『北史』四夷伝下